# 小行星5778
小行星5778（英語：5778 Jurafrance）是一颗围绕太阳公转的小行星。1989年12月28日，艾瑞克·怀特·埃尔斯特在上普罗旺斯发现了此天体。
这颗小行星的绝对星等为58.16891849460517等。